# 장종태
장종태(張鍾泰, 1953년 3월 22일~)은 대한민국의 정치인이다. 제22대 국회의원이다. 제14·15대 대전광역시 서구청장을 지냈다.

## 학력
- 중졸, 고졸 검정고시 합격[2]
- 1994~1998 목원대학교 학사
- 1998~2000 목원대학교 대학원 행정학 석사
- 2004~2007 대전대학교 대학원 행정학 박사

## 경력
- 2001년 1월~2006년 1월: 대전광역시 서구청 기획감사실장
- 2006년 1월~2007년 1월: 대전광역시 서구청 자치행정과장
- 2006년 7월: 배재대학교 겸임교수
- 2007년 1월~2009년 2월: 대전광역시 서구청 의회사무국장
- 2009년 2월: 한국공공행정연구원 운영위원
- 2009년 2월~2010년 1월: 대전광역시 서구청 생활지원국장
- 2010년 11월: 민주당 대전광역시당 부위원장
- 2011년 6월: 충청남도청 감사위원회 수석감사위원
- 2013년 11월: 한국소아당뇨인협회 대전충청지부장
- 새정치민주연합 정책위원회 부위원장
- 대전극동방송 운영위원회 이사
- 2014년 6월 4일: 제6회 전국동시지방선거 당선(민선 6기, 대전광역시 서구청장, 새정치민주연합, 초선)
- 2014년 7월~2018년 6월: 제14대 대전광역시 서구청장(민선 6기, 새정치민주연합→더불어민주당, 초선)
- 2018년 6월 13일: 제7회 전국동시지방선거 당선(민선 7기, 대전광역시 서구청장, 더불어민주당, 재선)
- 2018년 7월~2022년 1월: 제15대 대전광역시 서구청장(민선 7기, 더불어민주당, 재선)
- 2018년 9월~2022년 1월: 전국시장·군수·구청장협의회 부회장 겸 지역공동회장 겸 대전광역시 협의회장
- 2022년 8월~: 더불어민주당 대전광역시당 정책위원장
- 2023년 8월~: 더불어민주당 중앙당 부대변인
- 2023년 8월~: 더불어민주당 정책위원회 부의장
- 2024년 4월 10일: 대한민국 제22대 국회의원 선거 당선(대전 서구 갑, 더불어민주당, 초선)
- 2024년 5월~: 더불어민주당 대전광역시당 서구 갑 지역위원회 위원장
- 2024년 8월~: 더불어민주당 전국당원대회 부의장
- 2024년 11월~2025년 8월: 더불어민주당 이재명 당대표 특보단 민생특보단 특보

### 의정 활동
- 2024년 5월 30일~: 제22대 국회의원(대전 서구 갑, 더불어민주당)
  - 2024년 6월~: 제22대 국회 전반기 보건복지위원회 위원

## 역대 선거 결과
|  | 34.51% |

|  | 48.29% |

|  | 66.45% |

|  | 46.74% |

|  | 52.83% |

## 소속 정당
| 소속 정당 | 소속 정당      | 소속 기간 | 비고      |
| --------- | -------------- | --------- | --------- |
|           | 민주당         | 2010      | 정계 입문 |
|           | 무소속         | 2010~2011 | 탈당      |
|           | 민주당         | 2011      | 복당      |
|           | 민주통합당     | 2011~2013 | 합당      |
|           | 민주당         | 2013~2014 | 당명 변경 |
|           | 새정치민주연합 | 2014~2015 | 합당      |
|           | 더불어민주당   | 2015~현재 | 당명 변경 |

## 같이 보기
- 서구 갑 (대전)
- 대전 서구의 국회의원
- 대전 서구청장